# بنیاد مرکزی فهرست واحد (ایتالیا)

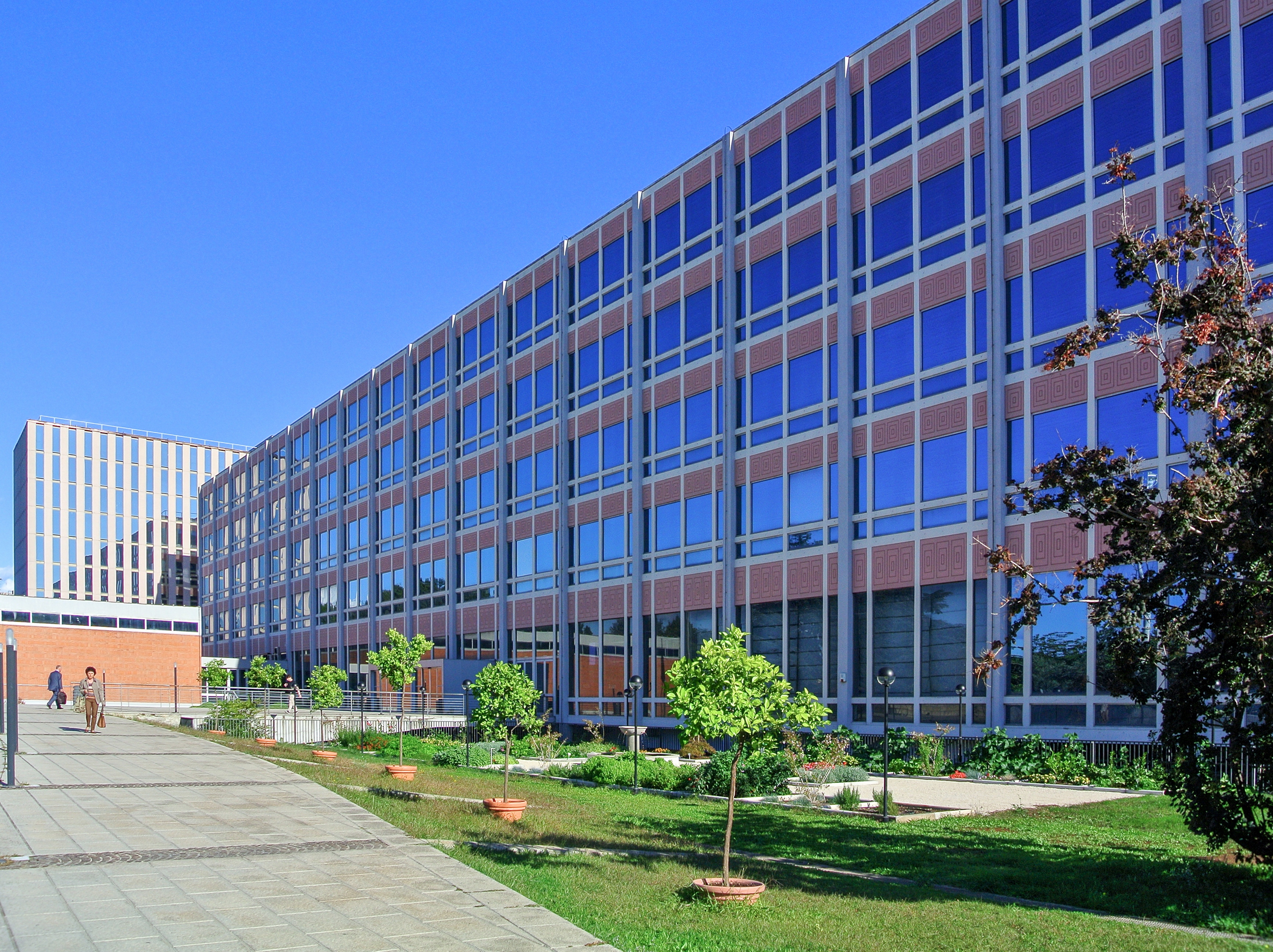
ساختمان کتابخانهٔ مرکزی ملی رم که مقر ICCU در آن قرار دارد. - ۲۰۱۷

بنیاد مرکزی فهرست واحد (به ایتالیایی: Istituto Centrale per il Catalogo Unico) به اختصار (ICCU)، یک سازمان دولتی برای ایجاد فهرست واحد راهنمای کتابخانه‌ها و اطلاعات کتاب‌شناسی در ایتالیا است که در سال ۱۹۷۵ به عنوان جایگزینی برای مرکز ملی راهنمای واحد کتاب (به ایتالیایی: Centro nazionale per il catalogo unico) گشایش یافت. مرکز ملی راهنمای واحد کتاب ایتالیا از سال ۱۹۵۱ برای ایجاد یک فهرست واحد از همهٔ کتابخانه‌ها در سراسر این کشور فعالیت می‌نمود.
این مؤسسه امروزه مدیریت یک شبکهٔ اطلاعات و ارتباطات به نام «خدمات کتابخانه ملی» (SBN) را بر عهده دارد که به عنوان مشاور فنی-علمی برای حوزهٔ کتاب‌ها و مؤسسه‌های فرهنگی و حق نشر در وزارت میراث و فعالیت‌های فرهنگی ایتالیا ایفای نقش می‌کند.